# ECA-Stack
ECA-Stack ist ein Jargon-Begriff, der insbesondere im Zusammenhang mit Doping und Bodybuilding verwendet wird. Er stammt aus dem anglo-amerikanischen Sprachraum und leitet sich von Stack (englisch für „Stapel“) und dem Akronym ECA für die Wirkstoffe
- Ephedrin,
- Koffein (englisch Caffeine) und
- Acetylsalicylsäure

ab.

## Wirkung
Der Kombination dieser Wirkstoffe werden fettverbrennende („fatburner“) und thermische sowie antriebs- und kraftsteigernde Effekte zugeschrieben.
In kontrollierten Studien wurde bei übergewichtigen Personen weitgehend übereinstimmend ein statistisch signifikanter gewichtsreduzierender Effekt gefunden.

## Nebenwirkungen
Besonders die Kombination von Ephedrin und Koffein kann bereits bei geringen Mengen Herzrasen, Schlafprobleme, Unruhe und eine Mundtrockenheit verursachen. In höheren Dosierungen können Herzrhythmusstörungen, Blutdrucksteigerungen, Appetit- und Schlaflosigkeit sowie starkes Schwitzen und gesteigerte Nervosität auftreten, selten auch Wahnvorstellungen.
Bei Langzeitgebrauch ist mit einer Gewöhnung (Toleranzentwicklung) zu rechnen, so dass gleiche Effekte nur noch nach immer höheren Dosierungen eintreten. Zusätzlich kann es zur anhaltenden Schwäche und Niedergeschlagenheit sowie Schlafstörungen kommen. Verhaltensänderungen und psychische Störungen wie Verfolgungswahn können sich bei Langzeitgebrauch einstellen.
In älteren Studien wurden innerhalb von Untersuchungen mit kurzer Therapiedauer keinerlei bedeutsame Nebenwirkungen festgestellt. In neueren Studien jedoch ergaben sich recht deutliche Nebenwirkungen. Sie bestanden in einem signifikanten Anstieg von Blutdruck, Herzfrequenz, Nüchtern-Blutzucker, Insulin, freien Fettsäuren und Laktat.